# Hamilton, South Lanarkshire
Hamilton (Skotsk gaeliska: Hamaltan) är en ort och före detta burgh i centrala Skottland. Den är administrativ huvudort för kommunen South Lanarkshire. Centralorten hade 53 200 invånare 2012, med totalt 82 310 invånare i hela tätortsområdet (inklusive Blantyre, Bothwell och Uddingston).
Hamilton ligger vid korsningen av Avon Water och River Clyde. Staden kallades ursprungligen för Cadzow men bytte namn för att ära den skotska ätten Hamilton.